# مسیر شکسته
مسیر شکسته (به انگلیسی: Broken Trail) یک تله‌فیلم آمریکایی-کانادایی وسترن محصول سال ۲۰۰۶ به کارگردانی والتر هیل با بازی رابرت دووال و توماس هیدن چرچ نوشته آلن جفریون است داستان در مورد یک کابوی پیر و برادرزاده اش است که ۵۰۰ اسب را از اورگان به وایومینگ حمل می‌کند تا آنها را به ارتش انگلیس بفروشد. در طول راه، حرکت آنها پیچیده می‌شود، آنها پنج دختر از قوم هان از یک بازرگان برده نجات می‌دهند و آنها را از زندگی فحشا و بردگی خلاص می‌کنند.

## بازیگران
- رابرت دووال
- توماس هیدن چرچ
- گرتا اسکاکی
- کریس مالکی
- راستی شومر
- گوئندولینه یئو
- اسکات کوپر
- جیدین وانگ
- جیمز روسو